# Félix Madero
Félix Madero (La Puebla de Almoradiel, Toledo, 2 de mayo de 1959), licenciado en Ciencias de la Información por la Universidad Complutense de Madrid, cursó también estudios de Ciencias Políticas y Sociología y actualmente es profesor de Teoría y Técnica de la Información en radio en la Universidad Francisco de Vitoria. Desde 2018 presenta en Onda Madrid El Enfoque que se emite de lunes a viernes de 19:00h a 00:00h.

## Biografía
Félix Madero ha sido director de Informativos en Castilla-La Mancha, de la Cadena Ser, de Radio Cadena Española, y de Radio Nacional de España. En 1990 ocupa la subdirección del informativo “Primera hora” en la Cadena Cope y, en Onda Cero, dirigió “Cada día” desde 1996 hasta el año 2000. En ese momento es nombrado director de Informativos de la casa y pone en marcha “Las noticias de las dos”.
En 1999 deja la radio para formar parte del equipo de CNN+ y Canal+ como editor de noticias, primero, y presentador de informativos en la franja de la mañana, después. En septiembre de 2003 ocupa la dirección de Servimedia, cargo que compagina durante un año con la revista de prensa de Protagonistas de Luis del Olmo, ya en Punto Radio.
Desde 2005 y hasta septiembre de 2009 dirige en esta cadena De Costa a Costa en la tarde noche de Punto Radio. A partir de septiembre de 2009 dirige y presenta la primera parte de Protagonistas en Punto Radio (de 6:00h a 9:30h). A continuación la segunda parte de protagonistas corre a cargo de Luis del Olmo (9:30h a 12:00h).
También ha presentado, entre septiembre de 2010 y 2011 el informativo de la cadena de Vocento, La 10.
Félix Madero ha sido galardonado con el Premio Ondas 1997, la Antena de Oro 2006, el Premio Protagonistas 2007 y el Micrófono de Oro 2010 en la categoría de Radio.
Desde 2018 presenta en Onda Madrid El Enfoque que se emite de lunes a viernes de 20:00h a 00:00h